# S/S Haneström
Ångfartyget Haneström V av Göta minsprängdes den 25 maj 1943 utanför Warnemünde.

## Minsprängningen
På väg till Lübeck med trälast från Munksund minsprängdes Haneström V den 25 maj 1943 vid 16-tiden. Explosionen inträffade under akterskeppet och det där belägna maskinrummet vattenfylldes. De två eldarna, som hade befunnit sig på eldrumsdurken, blev förmodligen omedelbart dödade. Maskinrummet fylldes också med utströmmande het ånga. Andre maskinisten ådrog sig svåra brännskador.
Vittnena vid sjöförklaringen ansåg att hans liv räddades av att han först hade blivit översköljd av utsprutande olja, innan ångan sprutat ut.
Ett tyskt fartyg tog Haneström V under bogsering men vågade inte gå utanför den anbefallna leden för att kunna sätta ångaren på grund. Ca 12 distansminuter från angöringsbojen vid Warnemünde sjönk Haneström V. Besättningen räddades i hamn av det tyska fartyget.
Tre månader senare bärgades Haneström V, reparerades och sattes åter ifart.
S/S Haneström V av Göta
S/S Haneström V hade en lastförmåga av 720 ton. Befälhavare var sjökapten J L Carlsson. Fartyget ägdes av AB Göta Älvdals Tegelbruk, Göta, Sverige. Minsprängdes den 25 maj 1943, klockan 16.30. 30 minuter senare sjönk båten på 24 meters djup.
Eldarna Knut Elis Adolfsson och Sven Lundin, som stod på eldrumsdurken, omkom omedelbart. Vid explosionen skadades maskinist Lars Heimer, maskinist Johan Ekberg och kokerskan Maria Nordendahl.
Knut Elis Adolfsson och Sven Lundin ligger begravda på Vorwerker Friedhof, Friedhofsallé 83, Lübeck. Knut Elis Adolfsson ligger begravd i krigsgrav nummer 28-1-M-10.